# Ärttörne
Ärttörne (Ulex europaeus) är en städsegrön buske som blir upp till en och en halv meter hög och får gula blommor som blommar från maj till juni. I Sverige förekommer den mest i den södra delen.